# Puchar Świata w narciarstwie alpejskim mężczyzn 1966/1967
Puchar Świata w narciarstwie alpejskim mężczyzn sezon 1966/1967 jest to 1 edycja tej imprezy. Cykl ten rozpoczął się w niemieckim Berchtesgaden 5 stycznia 1967 roku, a zakończył się 26 marca 1967 roku w amerykańskim Jackson Hole.

## Podium zawodów

### indywidualnie
| Lp  | Data             | Miejsce              | Konkurencja | Zwycięzca         | 2. miejsce        | 3. miejsce           |
| 1.  | 5 stycznia 1967  | Berchtesgaden        | slalom      | Heinrich Messner  | Jules Melquiond   | Dumeng Giovanoli     |
| 2.  | 6 stycznia 1967  | Berchtesgaden        | gigant      | Georges Mauduit   | Léo Lacroix       | Jean-Claude Killy    |
| 3.  | 9 stycznia 1967  | Adelboden            | gigant      | Jean-Claude Killy | Willy Favre       | Georges Mauduit      |
| 4.  | 14 stycznia 1967 | Wengen               | zjazd       | Jean-Claude Killy | Léo Lacroix       | Jean-Daniel Dätwyler |
| 5.  | 15 stycznia 1967 | Wengen               | slalom      | Jean-Claude Killy | Heinrich Messner  | Jules Melquiond      |
| 6.  | 21 stycznia 1967 | Kitzbühel            | zjazd       | Jean-Claude Killy | Franz Vogler      | Heinrich Messner     |
| 7.  | 22 stycznia 1967 | Kitzbühel            | slalom      | Jean-Claude Killy | Bengt Erik Grahn  | Louis Jauffret       |
| 8.  | 27 stycznia 1967 | Megève               | zjazd       | Jean-Claude Killy | Peter Rohr        | Franz Vogler         |
| 9.  | 29 stycznia 1967 | Megève               | slalom      | Guy Périllat      | Jean-Claude Killy | Karl Schranz         |
| 10. | 5 lutego 1967    | Madonna di Campiglio | slalom      | Guy Périllat      | Louis Jauffret    | Léo Lacroix          |
| 11. | 3 marca 1967     | Sestriere            | zjazd       | Jean-Claude Killy | Bernard Orcel     | Guy Périllat         |
| 12. | 10 marca 1967    | Franconia            | zjazd       | Jean-Claude Killy | Guy Périllat      | Jim Barrows          |
| 13. | 11 marca 1967    | Franconia            | slalom      | Jean-Claude Killy | Jim Heuga         | Herbert Huber        |
| 14. | 12 marca 1967    | Franconia            | gigant      | Jean-Claude Killy | Georges Mauduit   | Dumeng Giovanoli     |
| 15. | 19 marca 1967    | Vail                 | gigant      | Jean-Claude Killy | Jim Heuga         | Heinrich Messner     |
| 16. | 25 marca 1967    | Jackson Hole         | gigant      | Jean-Claude Killy | Jim Heuga         | Werner Bleiner       |
| 17. | 26 marca 1967    | Jackson Hole         | slalom      | Herbert Huber     | Georges Mauduit   | Werner Bleiner       |

## Końcowa klasyfikacja generalna
| Miejsce | Zawodnik          | Punkty |
| ------- | ----------------- | ------ |
| 1.      | Jean-Claude Killy | 225    |
| 2.      | Heinrich Messner  | 114    |
| 3.      | Guy Périllat      | 108    |
| 4.      | Léo Lacroix       | 93     |
| 5.      | Georges Mauduit   | 82     |
| 6.      | Jim Heuga         | 70     |
| 7.      | Karl Schranz      | 62     |
| 8.      | Herbert Huber     | 58     |
| 9.      | Werner Bleiner    | 48     |
| 10.     | Dumeng Giovanoli  | 46     |
| 10.     | Louis Jauffret    | 46     |
| 10.     | Jules Melquiond   | 46     |

### Zjazd (po 5 z 5 konkurencji)
| Miejsce | Zawodnik          | Punkty |
| ------- | ----------------- | ------ |
| 1.      | Jean-Claude Killy | 75     |
| 2.      | Guy Périllat      | 37     |
| 3.      | Franz Vogler      | 36     |
| 4.      | Gerhard Nenning   | 33     |
| 5.      | Heinrich Messner  | 31     |

### Slalom gigant (po 5 z 5 konkurencji)
| Miejsce | Zawodnik          | Punkty |
| ------- | ----------------- | ------ |
| 1.      | Jean-Claude Killy | 75     |
| 2.      | Georges Mauduit   | 60     |
| 3.      | Jim Heuga         | 42     |
| 4.      | Léo Lacroix       | 39     |
| 5.      | Heinrich Messner  | 32     |

### Slalom (po 7 z 7 konkurencji)
| Miejsce | Zawodnik          | Punkty |
| ------- | ----------------- | ------ |
| 1.      | Jean-Claude Killy | 75     |
| 2.      | Guy Périllat      | 58     |
| 3.      | Heinrich Messner  | 51     |
| 4.      | Louis Jauffret    | 46     |
| 4.      | Jules Melquiond   | 46     |

### Drużynowo (po 17 z 17 konkurencji)
| Miejsce | Kraj              | Punkty |
| ------- | ----------------- | ------ |
| 1.      | Francja           | 822    |
| 2.      | Austria           | 391    |
| 3.      | Szwajcaria        | 147    |
| 4.      | Stany Zjednoczone | 97     |
| 5.      | Kanada            | 50     |